# Dieter Hulliger
Dieter Hulliger (* 1946) ist ein Schweizer Bauingenieur und ehemaliger Orientierungsläufer.
Hulliger nahm an sieben Weltmeisterschaften zwischen 1968 und 1979 teil. Seine besten Platzierungen im Einzel erreichte Hulliger 1970, als er hinter dem Norweger Stig Berge und Karl John aus der Schweiz Dritter wurde. 1972 kam er auf den vierten Platz und mit der Staffel erreichte er in einem Team mit Dieter Wolf, Bernhard Marti und Karl John den zweiten Platz hinter der Mannschaft Schwedens. In den folgenden Jahren verpasste die Schweizer Staffel stets das Podest, drei vierte und ein fünfter Platz konnte Hulliger in dieser Zeit mit der Staffel noch erreichen.
Mit bislang fünf Schweizer Meisterschaften ist Dieter Hulliger auf der klassischen Langdistanz Rekordtitelträger. Zudem hat er 40 Jahre an der Universität Bern das Unisport-Orientierungslauftraining geleitet und geprägt.
2009 wurde Hulliger zum Ehrenmitglied des Schweizer Orientierungslauf-Verbandes Swiss Orienteering ernannt.

## Platzierungen
Weltmeisterschaften:
- 1968: 14. Platz Einzel, 4. Platz Staffel
- 1970: 3. Platz Einzel, 5. Platz Staffel
- 1972: 4. Platz Einzel, 2. Platz Staffel
- 1974: 7. Platz Einzel, 4. Platz Staffel
- 1976: 6. Platz Einzel, 5. Platz Staffel
- 1978: 11. Platz Einzel, 4. Platz Staffel
- 1979: 8. Platz Einzel, 4. Platz Staffel

Schweizer Meisterschaften:
- Meister im Einzel 1971, 1972, 1973, 1975 und 1976